# Дудко Володимир Вікторович
Володи́мир Ві́кторович Дудко́ — лейтенант Збройних сил України.

## З життєпису
Станом на березень 2017-го — командир групи спеціального призначення, 3-й окремий полк.

## Нагороди
14 серпня 2014 року — за особисту мужність і героїзм, виявлені у захисті державного суверенітету та територіальної цілісності України, вірність військовій присязі під час російсько-української війни, відзначений — нагороджений орденом Богдана Хмельницького III ступеня.